# Centranthera brunoniana
Centranthera brunoniana är en snyltrotsväxtart som beskrevs av Nathaniel Wallich. Centranthera brunoniana ingår i släktet Centranthera och familjen snyltrotsväxter. Inga underarter finns listade i Catalogue of Life.